# Södra Kyrkbyn
Södra Kyrkbyn – småort (miejscowość) w Szwecji, w regionie Dalarna, w gminie Avesta.